# Lotte Lenya
Karoline Wilhelmine Charlotte Blamauer (ur. 18 października 1898 w Wiedniu, zm. 27 listopada 1981 w Nowym Jorku) – austriacka piosenkarka i aktorka, nominowana do Oscara za rolę drugoplanową w filmie Rzymska wiosna pani Stone. Jej matka była praczką, ojciec woźnicą i alkoholikiem. Grała też czarny charakter w filmie Pozdrowienia z Rosji.